# Conopias
Conopias é um género de ave da família Tyrannidae.
Este género contém as seguintes espécies:
- Conopias albovittata
- Conopias trivirgata
- Conopias parva
- Conopias cinchoneti